# (29081) Krymradio
(29081) Krymradio est un astéroïde de la ceinture principale.

## Description
(29081) Krymradio est un astéroïde de la ceinture principale. Il fut découvert le 27 septembre 1978 à Naoutchnyï par Lioudmila Tchernykh. Il présente une orbite caractérisée par un demi-grand axe de 2,43 UA, une excentricité de 0,20 et une inclinaison de 2,2° par rapport à l'écliptique.

## Compléments